# Reynosia vivesiana
Reynosia vivesiana är en brakvedsväxtart som beskrevs av Trejo. Reynosia vivesiana ingår i släktet Reynosia och familjen brakvedsväxter. Inga underarter finns listade i Catalogue of Life.